# Lei da demanda

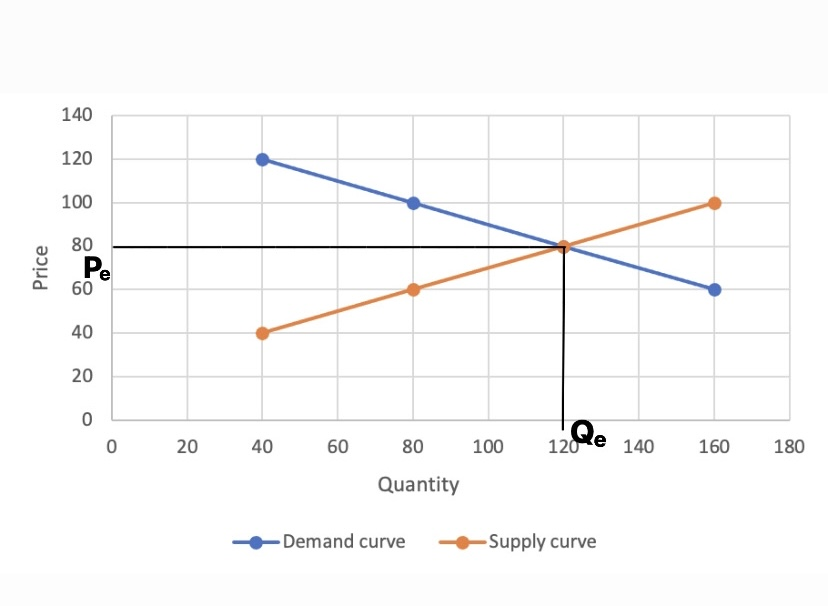
A curva de demanda, mostrada em azul, está inclinada para baixo da esquerda para a direita porque o preço e a quantidade demandada estão inversamente relacionados. Essa relação depende de certas condições permanecerem constantes. A curva de oferta, mostrada em laranja, se cruza com a curva de demanda a preço (Pe) = 80 e quantidade (Qe) = 120. Pe = 80 é o preço de equilíbrio no qual a quantidade demandada é igual à quantidade ofertada. Da mesma forma, Qe = 120 é a quantidade de equilíbrio na qual a quantidade demandada e fornecida está no preço de equilíbrio. Portanto, a interseção das curvas de oferta e demanda nos fornece a alocação eficiente de bens em uma economia.

Em microeconomia, a lei da demanda é um princípio fundamental que afirma que existe uma relação inversa entre preço e quantidade demandada. Em outras palavras, "condicional a todo o resto ser igual, conforme o preço de um bem aumenta (↑), a quantidade demandada diminuirá (↓) ; inversamente, conforme o preço de um bem diminuir (↓), a quantidade demandada aumentará (↑ ) ". Alfred Marshall expressou isso da seguinte forma: "Quando dizemos que a demanda de uma pessoa por qualquer coisa aumenta, queremos dizer que ela comprará mais do que compraria antes pelo mesmo preço e que comprará tanto quanto antes por um preço mais alto". A lei da demanda, entretanto, só faz uma declaração qualitativa no sentido de que descreve a direção da mudança na quantidade demandada, mas não a magnitude da mudança.
A lei da demanda é representada por um gráfico denominado curva de demanda, com a quantidade demandada no eixo x o preço no eixo y. As curvas de demanda são descendentes por definição da lei da demanda. A lei da demanda também trabalha junto com a lei da oferta, onde nos fornece a alocação eficiente de recursos em uma economia ou em outras palavras - o preço e a quantidade de equilíbrio.
A quantidade demandada varia inversamente com o preço quando a renda e os preços de outros bens permanecem constantes Se tudo o mais não for considerado igual, a lei da demanda pode não ser necessariamente válida. No mundo real, existem muitos determinantes da demanda além do preço, como os preços de outros bens, a renda do consumidor, preferências etc. Também há exceções à lei da demanda, como bens de Giffen e bens perfeitamente inelásticos.

## Visão geral
O economista Alfred Marshall forneceu a ilustração gráfica da lei da demanda. Esta ilustração gráfica ainda é usada hoje para definir e explicar uma variedade de outros conceitos e teorias em economia. Uma explicação simples da lei da demanda é que tudo o mais igual, a um preço mais alto, o consumidor demandará menos quantidade de um bem e vice-versa. A lei da demanda se aplica a uma variedade de situações organizacionais e de negócios. Determinação de preços, formação de políticas governamentais, etc., são exemplos.
Um conceito importante a se apreender da lei da demanda é a diferença entre a demanda e a quantidade demandada. A demanda se refere à curva de demanda. Uma mudança na demanda é indicada por uma mudança na curva de demanda. A quantidade demandada, por outro lado, refere-se a um ponto específico na curva de demanda que corresponde a um preço específico. Uma mudança na quantidade demandada, portanto, refere-se a um movimento ao longo da curva de demanda existente. As exceções à lei da demanda normalmente se adequam às commodities Giffen e aos produtos Veblen, o que é explicado com mais detalhes abaixo.
Os principais tipos de elasticidade da demanda são elasticidade-preço da demanda, elasticidade cruzada da demanda e elasticidade-renda da demanda.

## História
A famosa lei da demanda foi declarada pela primeira vez por Charles Davenant em seu ensaio, "Métodos prováveis de tornar as pessoas ganhadoras na balança comercial (1699)". No entanto, houve exemplos de sua compreensão e uso muito antes, quando George King (1648-1712) fez uma demonstração da lei da demanda. Ele representou uma relação entre o preço do trigo e a colheita onde os resultados sugeriam que se a colheita caísse 50%, o preço aumentaria 500%. Essa demonstração ilustrou a lei da demanda, bem como sua elasticidade.
Em 1890, o economista Alfred Marshall documentou a ilustração gráfica da lei da demanda. Em Principles of Economics (1890), Alfred Marshall reconciliou a demanda e a oferta em uma única estrutura analítica. A formulação da curva de demanda foi fornecida pela teoria da utilidade enquanto a curva de oferta foi determinada pelo custo. Essa ideia de curva de oferta e demanda é o que ainda usamos hoje para desenvolver o equilíbrio do mercado e para apoiar uma variedade de outras teorias e conceitos econômicos. Alfred Marshall é visto como o pioneiro dos diagramas padrão de oferta e demanda e seu uso na análise econômica, incluindo aplicações de bem-estar e excedente do consumidor.

## Descrição matemática

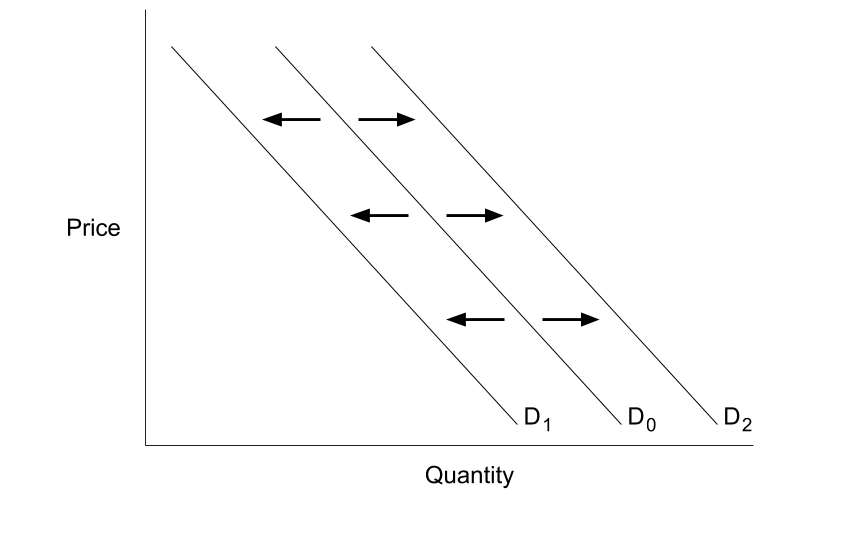
Qualquer coisa que afete a decisão de compra, exceto o preço do produto, mudará a curva de demanda. Considerando nosso exemplo de taxas de hipoteca; com uma taxa de hipoteca mais alta, a curva de demanda mudará para a esquerda de D0 para D1. Isso significa que há menos demanda para o mercado imobiliário a qualquer preço. Por outro lado, com uma taxa de hipoteca mais baixa, a curva de demanda muda para a direita de D0 para D2, o que significa que há mais demanda para o mercado imobiliário a todos os preços.

Considere a função {\displaystyle \ Q_{x}=f(P_{x};\mathbf {Y} )}, Onde {\displaystyle Q_{x}} é a quantidade demanda de bem {\displaystyle x}, {\displaystyle f} é a função de demanda, {\displaystyle P_{x}} é o preço do bem e {\displaystyle \mathbf {Y} } é a lista de parâmetros além do preço.
A lei da demanda afirma que {\displaystyle {\frac {\partial f}{\partial P_{x}}}<0} . Aqui {\displaystyle \partial /\partial P_{x}} é o operador da derivado parcial.
De uma maneira mais específica:
Qdx = f (Px, I, Py, T)
Que é uma relação funcional onde:
Qdx: Quantidade exigida pelo consumidor em um período de tempo
f = símbolo que indica a relação de dependência que existe entre as variáveis de ambos os lados da igualdade.
Px = Preços do bem x
I = Renda monetária do consumidor
Py = Preços de outros bens ou preço do bem y.
T = Sabor do consumidor

## Terminologia: demanda vs quantidade demandada

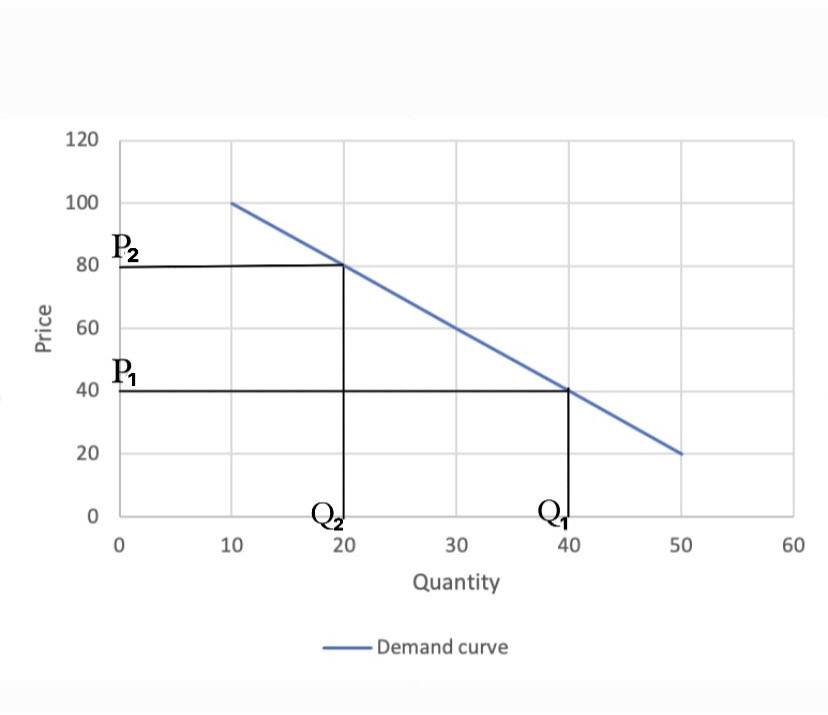
Uma mudança na quantidade demandada é mostrada por um movimento ao longo da curva de demanda existente. Começando em P1, a disposição associada de compra ou quantidade demandada é Q1. Agora, se o preço subir para P2, haverá uma menor disposição de compra, ou seja, a quantidade demandada será Q2. A curva de demanda em si não mudou, uma vez que a combinação de P1Q1 e P2Q2 já fazia parte da curva de demanda existente.

É muito importante apreender a diferença entre a demanda e a quantidade demandada, pois costumam significar coisas diferentes na analise econômico.
Por outro lado, a demanda se refere à curva de demanda . As mudanças na demanda são representadas graficamente por uma mudança na curva de demanda para a esquerda ou direita. Mudanças na curva de demanda são geralmente causadas por 5 fatores principais, a saber: número de compradores, renda do consumidor, gostos ou preferências, preço dos bens relacionados e expectativas futuras.
Por outro lado, a quantidade demandada refere-se a um ponto específico localizado na curva de demanda que corresponde a um preço específico. Portanto, a quantidade demandada representa a quantidade exata de um bem ou serviço demandada por um consumidor a um determinado preço, condicionado aos demais determinantes. Uma mudança na quantidade demandada pode ser indicada por um movimento ao longo da curva de demanda existente que é causado apenas por uma mudança no preço.
Por exemplo, vamos dar o exemplo de um mercado imobiliário. Um aumento ou diminuição no preço da habitação não mudará a curva de demanda, ao contrário, causará um movimento ao longo da curva de demanda por habitação, ou seja, uma mudança na quantidade demandada. Mas se olharmos para as taxas de hipotecas (um fator diferente do preço), mesmo que os preços das moradias permaneçam inalterados, um aumento na taxa de hipotecas leva a uma menor disposição de comprar a todos os preços, deslocando a curva de demanda para a esquerda. O consumidor vai comprar menos, embora o preço seja o mesmo. Por outro lado, uma taxa de hipoteca mais baixa leva a uma maior disposição de comprar a todos os preços e, eventualmente, desloca a curva de demanda para a direita. Os consumidores agora comprarão mais, embora o preço não tenha mudado em nada.

## Exceções à Lei da Demanda
Geralmente, a quantidade exigida de um bem aumenta com a diminuição do preço do bem e vice-versa. Em alguns casos, isso pode não ser verdade. Existem certos bens que não seguem a lei da demanda. Isso inclui bens Giffen, bens Veblen, bens básicos ou necessários e expectativas de mudanças de preços futuras. Exemplos:

### Bens de Giffen
Proposto inicialmente por Sir Robert Giffen, os economistas discordam sobre a existência de bens de Giffen no mercado. Um bem de Giffen descreve um bem inferior que, conforme o preço aumenta, a demanda pelo produto aumenta. Por exemplo, durante a Grande Fome da Irlanda no século 19, as batatas eram consideradas um bem de Giffen. As batatas eram o alimento básico da dieta irlandesa, de modo que, à medida que o preço subia, isso causava um grande impacto na renda das pessoas. As pessoas reagiram cortando bens de luxo como carne e vegetais e, em vez disso, compraram mais batatas. Portanto, à medida que o preço das batatas aumentava, também aumentava a quantidade demandada. Isso resulta em uma curva de demanda com inclinação ascendente, contrária à lei fundamental da demanda.
Os bens de Giffen violam a lei da demanda devido ao efeito renda que domina o efeito substituição. Isso pode ser ilustrado com a equação de Slutsky para uma mudança no preço de um bem:
{\displaystyle {\frac {\partial x_{i}}{\partial p_{i}}}={\frac {\partial h_{i}}{\partial p_{i}}}-{\frac {\partial x_{i}}{\partial m}}x_{i}}
O primeiro termo do lado direito é o efeito substituição, que é sempre negativo. O segundo termo do lado direito é o efeito renda, que pode ser positivo ou negativo. Para bens inferiores, isso é negativo, portanto, subtrair isso significa adicionar seu valor absoluto positivo. O componente não derivado do efeito renda é uma medida da demanda existente do consumidor pelo bem, o que significa que se um consumidor gasta uma grande quantidade de sua renda em um bem inferior, então um aumento de preço pode fazer com que o efeito renda domine o efeito de substituição. Isso leva a uma derivada parcial positiva da demanda do bem em relação ao seu preço, o que viola a lei da demanda.

### Expectativa de mudança no preço da commodity
Se um aumento no preço de uma mercadoria faz com que as famílias esperem que o preço de uma mercadoria aumente ainda mais, elas podem começar a comprar uma quantidade maior da mercadoria mesmo ao preço atualmente aumentado. Da mesma forma, se a família espera que o preço da mercadoria diminua, ela pode adiar suas compras. Assim, alguns argumentam que a lei da demanda é violada em tais casos. Esta curva é conhecida como curva de demanda excepcional.

### Bens básicos ou necessários
Os bens de que as pessoas precisam, não importa quão alto seja o preço, são bens básicos ou necessários. Os medicamentos cobertos pelo seguro são um bom exemplo. Um aumento ou diminuição no preço de tal bem não afeta a quantidade demandada.

### Certos cenários na negociação de ações
Os compradores de ações agindo de acordo com a falácia da mão-quente aumentarão as compras quando os preços das ações estiverem tendendo para cima. Outras razões para comprar uma ação de alto preço são que os compradores anteriores que aumentaram o preço são prova da qualidade da emissão ou, inversamente, que o preço baixo de uma emissão pode ser evidência de problemas de viabilidade.

## Equívoco de produtos Veblen como uma exceção

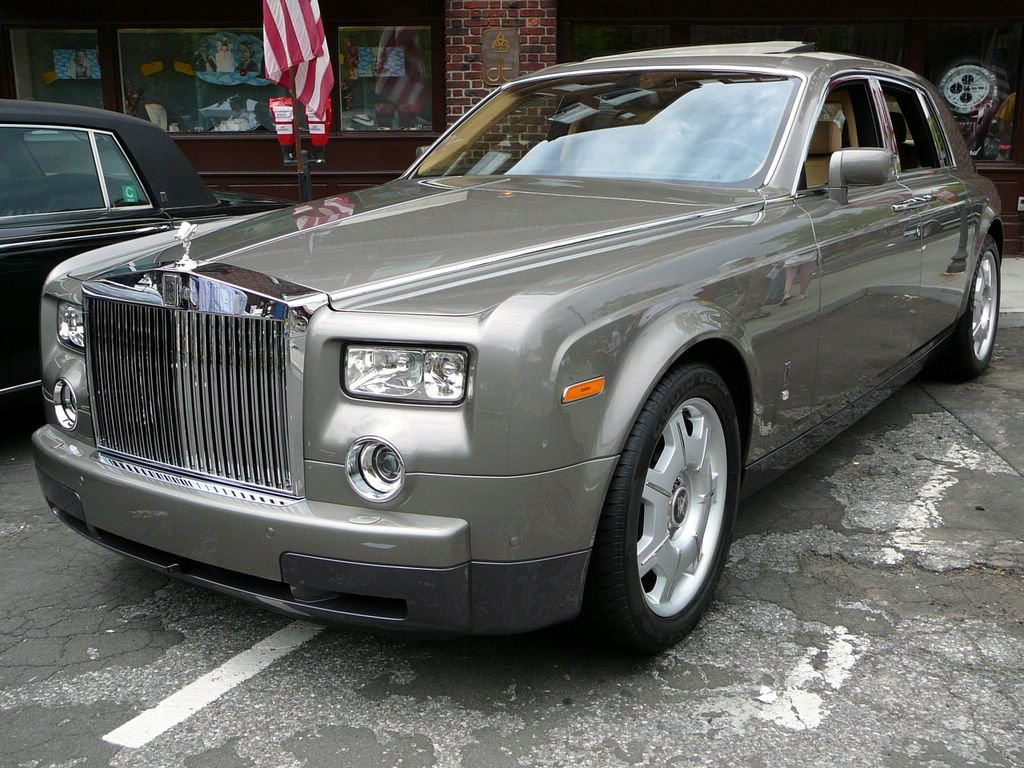
Batizado com o nome do economista americano Thorstein Veblen, os produtos de Veblen são itens de luxo. Eles são vistos como símbolos de status e incluem diamantes e carros de luxo.

Ao contrário dos produtos Giffen, que são itens inferiores, os produtos Veblen são geralmente produtos de alta qualidade. A demanda por produtos Veblen aumenta com o aumento do preço. Exemplos de produtos Veblen são principalmente itens luxuosos, como diamantes, ouro, pedras preciosas, pinturas mundialmente famosas, antiguidades, etc. Os bens de Veblen parecem ir contra a lei da demanda por causa de seu apelo de exclusividade, no sentido de que se o preço de um produto luxuoso e caro for aumentado, ele pode atrair mais o grupo consciente do status, uma vez que estará ainda mais fora do alcance de um consumidor médio. Thorstein Veblen referiu-se a esse tipo de consumo como a compra de bens que não apresentam utilidade ou funcionalidade adicional, mas oferecem status e revelam posição socioeconômica.
No entanto, apesar de parecer violar a Lei da Demanda, a curva de demanda com inclinação ascendente por um bem de Veblen não viola a lei. Isso ocorre porque o valor social do bem é ele próprio dependente do preço; em outras palavras, o próprio bem muda conforme o preço muda. Isso é ilustrado quando se olha para a derivada da demanda social por um bem social (bens cujo valor depende do consumo dos outros) com relação ao preço:
{\displaystyle {\frac {dS}{dp}}={\frac {{\frac {1}{N}}\sum {\frac {\partial x^{y}}{\partial p}}}{1-{\frac {1}{N}}\sum {\frac {\partial x^{j}}{dS}}}}}
ou
{\displaystyle \left({\frac {dS}{dp}}\right)\left(1-{\frac {1}{N}}\sum {\frac {\partial x^{j}}{dS}}\right)={\frac {1}{N}}\sum {\frac {\partial x^{y}}{\partial p}}}
Em outras palavras, o aumento no preço aumenta a demanda da sociedade pelo bem e, como um indivíduo exige menos desse bem quanto mais os outros têm, todo o lado esquerdo é positivo, o que significa que o lado direito é positivo. O RHS significa que, em geral, as pessoas exigirão mais do bem social quanto mais alto for o preço (embora nem necessariamente todo indivíduo o faça). Como o próprio preço leva a uma mudança no valor do bem social, em oposição a um efeito de preço puro levando a um aumento na demanda, isso não constitui uma violação da lei da demanda.